# El Largo
El Largo tidigare Ejido El Largo är en ort i Mexiko.   Den ligger i kommunen Madera och delstaten Chihuahua, i den nordvästra delen av landet, 1 500 km nordväst om huvudstaden Mexico City. El Largo ligger 2 216 meter över havet och antalet invånare är 4 964.
Terrängen runt El Largo är kuperad åt nordväst, men åt sydost är den platt. Runt El Largo är det mycket glesbefolkat, med 4 invånare per kvadratkilometer. El Largo är det största samhället i trakten. I omgivningarna runt El Largo växer huvudsakligen savannskog.